# Пайщиков, Вячеслав Васильевич
Вячеслав Васильевич Пайщиков — советский хозяйственный, государственный и политический деятель, Герой Социалистического Труда.

## Биография
Родился в 1934 году в деревне Пустынь. Член КПСС.
С 1954 года — на хозяйственной, общественной и политической работе. В 1954—2000 гг. — электросварщик, в рядах Советского Флота, бригадир электросварщиков завода «Красное Сормово» имени А. А. Жданова Министерства судостроительной промышленности СССР в городе Горьком, глава Горьковского обкома профсоюзов судостроительной промышленности.
Указом Президиума Верховного Совета СССР от 25 июля 1966 года присвоено звание Героя Социалистического Труда с вручением ордена Ленина и золотой медали «Серп и Молот».
Избирался депутатом Верховного Совета РСФСР 7-го и 8-го созывов, народным депутатом СССР.
Умер в 2008 году в Нижнем Новгороде. Похоронен на кладбище «Копосово-Высоково».